# Bartramia (musgo)
Bartramia es un género de musgos hepáticas de la familia Bartramiaceae. Comprende 327 especies descritas y es estas, solo 216 aceptadas.

## Taxonomía
El género fue descrito por  Johannes Hedwig  y publicado en Species Muscorum Frondosorum 164–165. 1801.  La especie tipo es: Bartramia halleriana Hedw. 

## Algunas especies aceptadas
A continuación se brinda un listado de las especies del género Bartramia (musgo) aceptadas hasta diciembre de 2014, ordenadas alfabéticamente. Para cada una se indica el nombre binomial seguido del autor, abreviado según las convenciones y usos.	
- Bartramia abyssinica Müll. Hal.
- Bartramia acicularis Müll. Hal.
- Bartramia aciphylla Wilson
- Bartramia acutissima Müll. Hal.
- Bartramia adpressa (Fergusson) Hobk.
- Bartramia affinis Hook.